# G3 (samverkan)

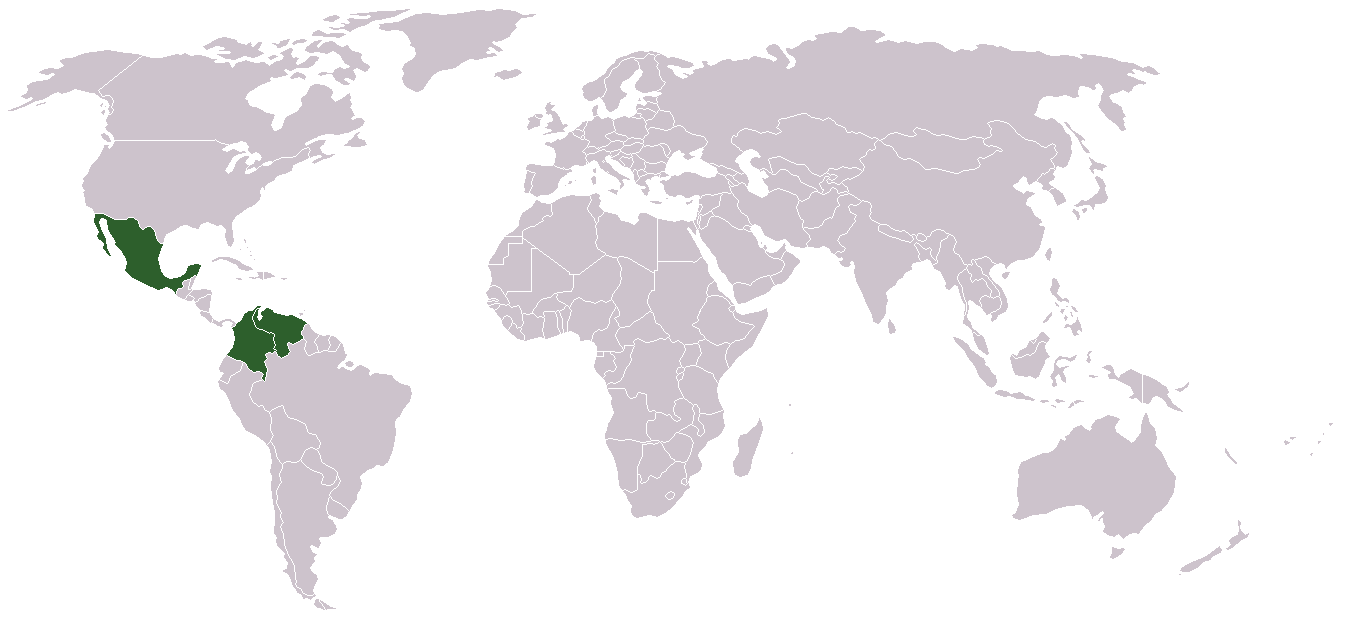
Länderna i G3

G3 är en samverkansgrupp som länderna Colombia, Mexiko och Venezuela bildade 1990—10 med syfte att skapa enhetliga riktlinjer för den politiska verksamheten.